# Montbéliard
Montbéliard (ældre tysk: Mömpelgard) er en by og kommune i departementet Doubs i den franske region Bourgogne-Franche-Comté. 

## Historie
Byen og omegnen var tidligere et selvstyrende grevskab i personalunion med hertugdømmet Württemberg. 
I 1524-25 gennemførte hertug Ulrich og teologen Guillaume Farel reformationen her. Derved blev grevskabet luthersk 10 år før selve Württemberg. Derefter var Montbéliard i flere hundreder år en protestantisk enklave i det katolske Frankrig. 
Grevskabet blev besat af franske tropper i 1793. Det franske herredømme blev internationalt anerkendt i 1803. 
- Wikimedia Commons har flere filer relateret til Montbéliard

47°30′35″N 6°47′54″Ø / 47.5097°N 6.7983°Ø